# Václav Vlasák (jazykovědec)
Václav Vlasák (29. dubna 1931 Praha – 5. únor 2014) byl český jazykovědec, autor česko-francouzského a francouzsko-českého slovníku a učebnic češtiny pro cizince a dřívější profesor francouzštiny na Ústavu románských studií Filozofické fakulty Univerzity Karlovy.